# Якшина (Архангельская область)
Якшина — деревня в Плесецком районе Архангельской области. Входит в Тарасовское сельское поселение. Являлась частью упраздненного села Тарасово.

## География
Находится на возвышености, на берегу реки Пукса, напротив деревни Подволочье. К юго-востоку от деревни находится деревня Юрмала, к югу — деревня Пивка.

## Инфраструктура
В деревне установлен таксофон, проведено электричество. Через реку Пуксу в Подволочье проложен автомобильный мост.

## Демография
Численность населения деревни, по данным Всероссийской переписи населения 2010 года, составляла 18 человек. На 1.01.2010 числился 21 человек.

## История
Впервые деревня упоминается в 1556 году в "Платежнице Я.Сабурова и И.Кутузова". По местному преданию, в деревне есть татарское кладбище, оставшееся после набегов золотоордынцев. 
В годы Гражданской войны, в зиму 1919 года, из деревни было начато наступление на Подволочье.

## Достопримечательности
В деревне установлен памятник «Красноармейцам и красным партизанам погибшим в борьбе за власть советов 1918—1920» (при захвате села Тарасово).